# Wasat
Wasat (delta Geminorum) is een ster in het sterrenbeeld Tweelingen (Gemini).
De ster staat ook bekend als Wesat dat is afgeleid van het Arabische "midden". Weset is eigenlijk een dubbelster. Zijn compagnon is niet zichtbaar met het blote oog, maar wel duidelijk te zien met een kleine telescoop. Het duurt 1200 jaar om een baan om elkaar maken.